# Gefängnis (Schaffhausen)

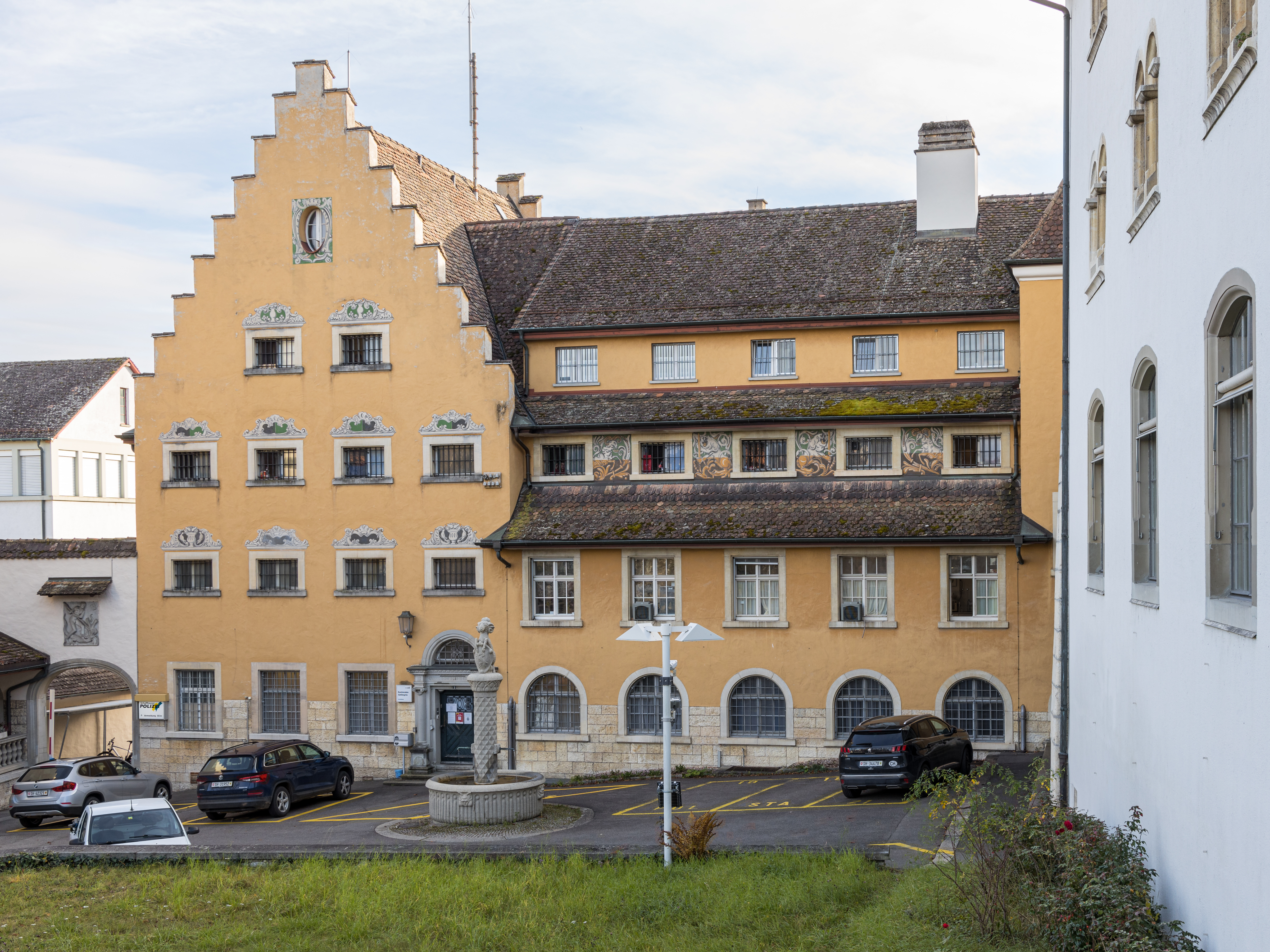
Kantonales Gefängnis Schaffhausen

Das heutige Kantonale Gefängnis in Schaffhausen wurde im Jahr 1913 gebaut und 1914 in Betrieb genommen. Es befindet sich im «Klosterviertel» der Altstadt an der Beckenstube 3. Das Polizeikommando, die Staatsanwaltschaft und das Kantonale Gefängnis sind in kurzer Distanz in unterschiedlichen historischen Gebäuden untergebracht. Es untersteht dem Volkswirtschaftsdepartement des Kantons Schaffhausen.
Im Gefängnis werden vorläufig Festgenommene gemäss Art. 217 Strafprozessordnung (StPO), Untersuchungs‐ und Sicherheitshäftlinge nach Art. 220 StPO, sowie Häftlinge im regulären Strafvollzug nach den Art. 40, 41 und 77 Schweizerisches Strafgesetzbuch (StGB), ebenso Halbgefangene nach Art. 77b StGB sowie Personen in ausländerrechtlicher Administrativhaft nach den Art. 73 und 75–78 Ausländergesetz (AuG) untergebracht. Obwohl es in der Praxis so gehandhabt wird, ist eine Unterbringung von vorläufig Festgenommenen im Gefängnis Schaffhausen laut § 31 der Justizvollzugsverordnung Schaffhausens nicht vorgesehen.
Insgesamt verfügt das Gefängnis über 38 Zellen und 3 Sicherheitszellen, von denen eine eine Gummizelle ist.
Geleitet wird das Gefängnis Schaffhausen seit dem Jahr 2000 von Lorenz Ammann.

## Neubau des Gefängnisses
Da das Gefängnis in seiner heutigen Form weder den Sicherheits- noch den Menschenrechtsstandards genügt und die Infrastruktur bereits von der Nationalen Kommission zur Verhütung von Folter als nicht ausreichend gerügt wurde, haben die Stimmberechtigten des Kantons Schaffhausen dem Neubau des Polizei- und Sicherheitszentrums im Solenberg zugestimmt. In der Folge wurde ein selektiver Projektwettbewerb ausgeschrieben, nationale Architektenverbände riefen zum Boykott des Projektwettbewerbs auf, er wurde aber im Februar 2020 mit einem Zuschlag an ein Architekturbüro in Zürich abgeschlossen.
Fast vier Jahre später wurde ein entsprechendes Bauprojekt vorgestellt. Dieses sieht vier Baukörper vor, die auf einem fast quadratischen Grundstück in Herblingen (Stadt Schaffhausen) geplant sind. Dabei handelt es sich um ein Bürogebäude, ein Gefängnis, einen Anlieferungspavillon und ein Hochbau-Parking. Das Areal soll durch die Gebäude selbst sowie durch Zäune abgeschlossen werden.
Im Polizei- und Sicherheitszentrum sollen Polizei, Staatsanwaltschaft und Gefängnis an einem Standort vereint werden. Im neuen Gefängnis sind 29 Einzel- und 7 Doppelzellen geplant. Die Schaffhauser Stimmberechtigten genehmigten für das Projekt im Juni 2018 einen Kredit von rund 93 Millionen Franken. Damit handelt es sich um beim Gefängnis für den rund 84'000-Einwohner Kanton um eines der teuersten Gefängnisse in der Schweiz. Das Bezirksgebäude Dietikon beispielsweise beherbergt zusätzlich zu den anderen Funktionen das Bezirksgericht und wurde 2010 mit 72 Haftplätzen und 150 Arbeitsplätzen eröffnet. 9400 Quadratmeter kosteten 58 Millionen Franken. Ein Neubau ist bereits seit mindestens 2009 geplant, ursprünglich waren dafür 24,5 Millionen Franken vorgesehen.
U. a. weil das Budget um das fast Vierfache erhöht werden musste, hat sich der Beginn des Neubaus immer weiter nach hinten verschoben. Ende 2022 ging man von einem Bezug im Jahr 2026 aus, Stand Oktober 2023 erarbeitet der Kanton jedoch – gestützt auf die vom Kantonsrat überwiesene Volksmotion «Für ein zukunftsfähiges Polizei und Sicherheitszentrum» – eine Kreditvorlage über eine Erweiterung des geplanten Polizei- und Sicherheitszentrums um ein zusätzliches Geschoss. Diese wird dem Kantonsrat in der zweiten Jahreshälfte 2023 unterbreitet. Die Beratung im Kantonsrat, eine allfällig notwendige Volksabstimmung und das Bewilligungsverfahren werden den Baustart um voraussichtlich ein Jahr verzögern.

## Gefängnisausbrüche
Zwei Mal kam es im Gefängnis Schaffhausen zu Ausbrüchen, beide ereigneten sich innerhalb der letzten zwei Jahrzehnte unter der Leitung von Lorenz Ammann. In der Nacht auf den 17. Juni 2009 grub der 1,82 Meter grosse und wegen Verdacht auf Drogenhandel im Gefängnis gewesene Untersuchungshäftling Afrim Nikoci mit einem Löffel ein 25 Zentimeter hohes und 36 Zentimeter breites Loch in die Nordfassade und flüchtete. Er konnte seitdem nicht wiederaufgefunden werden. Am 6. Januar 2022 flüchtete ein Häftling; er wurde rund fünf Minuten später in der Altstadt wieder festgenommen.